# Gerardo Tazzer Valencia
Gerardo Tazzer, född den 12 december 1951 i Mexico City i Mexiko, är en mexikansk ryttare.
Han tog OS-brons i lagtävlingen i hoppningen i samband med de olympiska ridsporttävlingarna 1980 i Moskva.